# Castagnole delle Lanze
Castagnole delle Lanze – miejscowość i gmina we Włoszech, w regionie Piemont, w prowincji Asti.
Według danych na styczeń 2009 gminę zamieszkiwały 3822 osoby przy gęstości zaludnienia 178,8 os./1 km².